# Hydrovatus globulosus
Hydrovatus globulosus är en skalbaggsart som beskrevs av Gschwendtner 1943. Hydrovatus globulosus ingår i släktet Hydrovatus och familjen dykare. Inga underarter finns listade i Catalogue of Life.